# 田登年
田登年（1531年—？），字子登，號小泉，四川重慶府忠州人，民籍，明朝政治人物。

## 生平
嘉靖三十四年（1555年）乙卯科四川鄉試第九名舉人，三十八年（1559年）中式己未科會試第一百六十名，三甲第一百名進士。授鄞縣知縣，調青陽縣知縣，縣原無城，盜寇為患，他到任後建城，不避怨勞，民賴以安。改大理寺評事，升大理寺正，恤刑廣東，多所平反，出冤獄五十餘人。

## 家族
曾祖田容；祖父田湘；父田億，典膳。母任氏。具慶下。兄田豐年，弟田有年。